# Igor Gratchev
Pour les articles homonymes, voir Gratchev.
Igor Igorevitch Gratchev (en russe : Игорь Игоревич Грачев), né le 21 mai 1971 à Almaty, dans la République socialiste soviétique kazakhe, est un joueur russe de basket-ball. Il évolue au poste d'ailier.

## Palmarès
- Finaliste du championnat du monde 1994